# Mysidia venusta
Mysidia venusta är en insektsart som beskrevs av Broomfield 1985. Mysidia venusta ingår i släktet Mysidia och familjen Derbidae. Inga underarter finns listade i Catalogue of Life.